# Milt Kahl
Milt Kahl, född i San Francisco, Kalifornien, 22 mars 1909, död 19 april 1987, var animatör och en av Walt Disneys legendariska Nine Old Men. I 25-årsåldern började han arbeta för Walt Disney Productions och tillbringade 42 av sina år med att animera åt Disney, innan han pensionerades 1976. Under sin tid på Disney skapade han flera Disneykaraktärer, bland dem Pinocchio från Pinocchio, Lufsen från Lady och Lufsen, Prins Philip från Törnrosa, Sheriffen av Nottingham från Robin Hood och Shere Khan från Djungelboken.
Milt Kahl dog 1987 av lunginflammation vid en ålder av 78 år. 1989 utnämndes han postumt till en "Disney Legend".